# Bruno Veglio
Bruno Enrico Veglio Araújo, noto semplicemente come Bruno Veglio (Montevideo, 12 febbraio 1998), è un calciatore uruguaiano, centrocampista del Montevideo Wanderers.

## Carriera
Cresciuto nel settore giovanile del Montevideo Wanderers ha debuttato in prima squadra il 27 febbraio 2019 disputando l'incontro di Primera División Profesional vinto 4-1 contro il Nacional.